# Schottwien

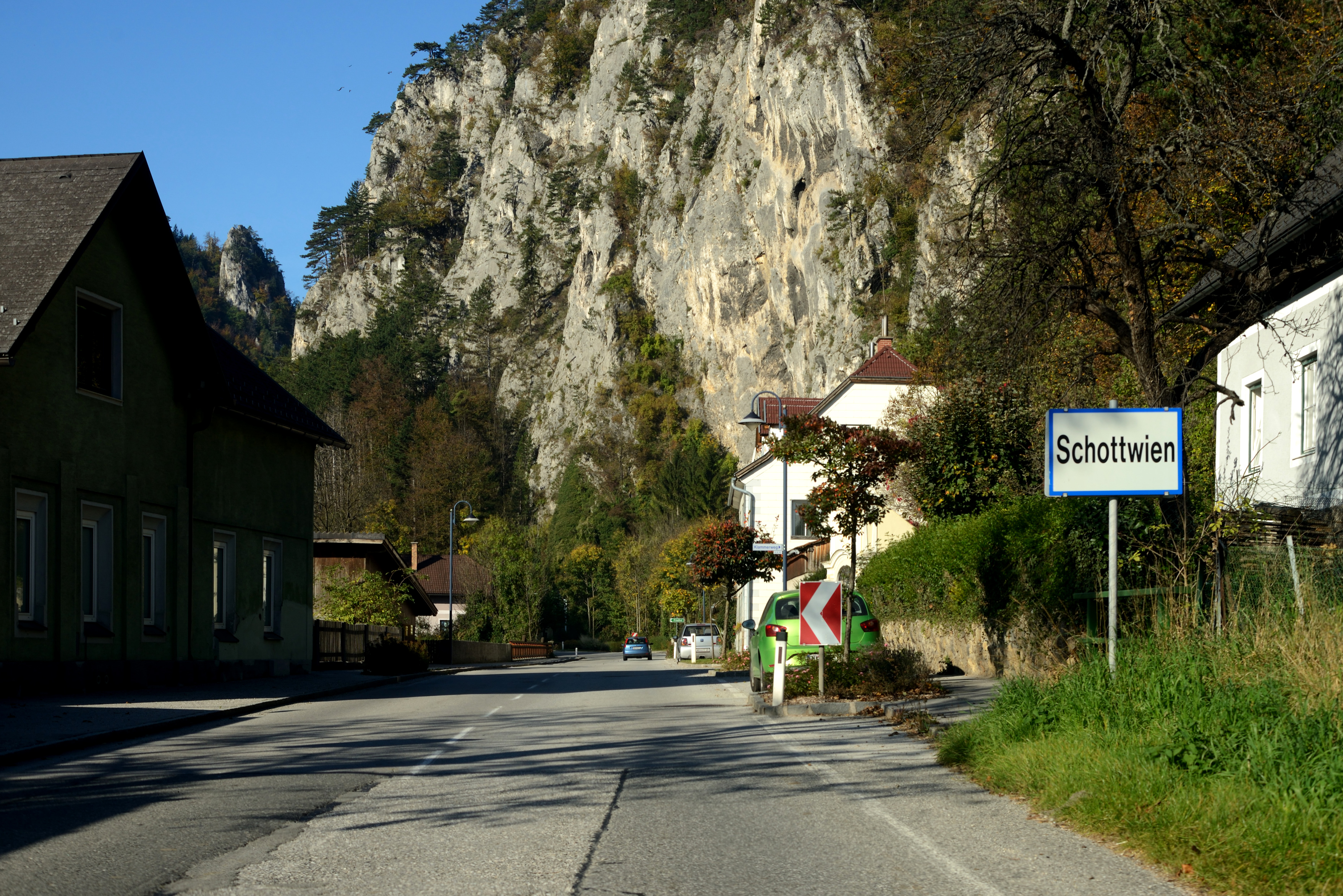
Entrada sureste de la localidad

Schottwien es una localidad del distrito de Neunkirchen, en el estado de Baja Austria, Austria. Tiene una población estimada, a principios del año 2021, de 657 habitantes.
Está ubicada al sur del estado, al sur de Viena y del río Danubio y a poca distancia al norte de la frontera con el estado de Estiria.